# Vaucouleurs
Vaucouleurs is een gemeente in het Franse departement Meuse (regio Grand Est). De plaats maakt deel uit van het arrondissement Commercy. Vaucouleurs telde 1.916 inwoners op 1 januari 2022.

## Geschiedenis

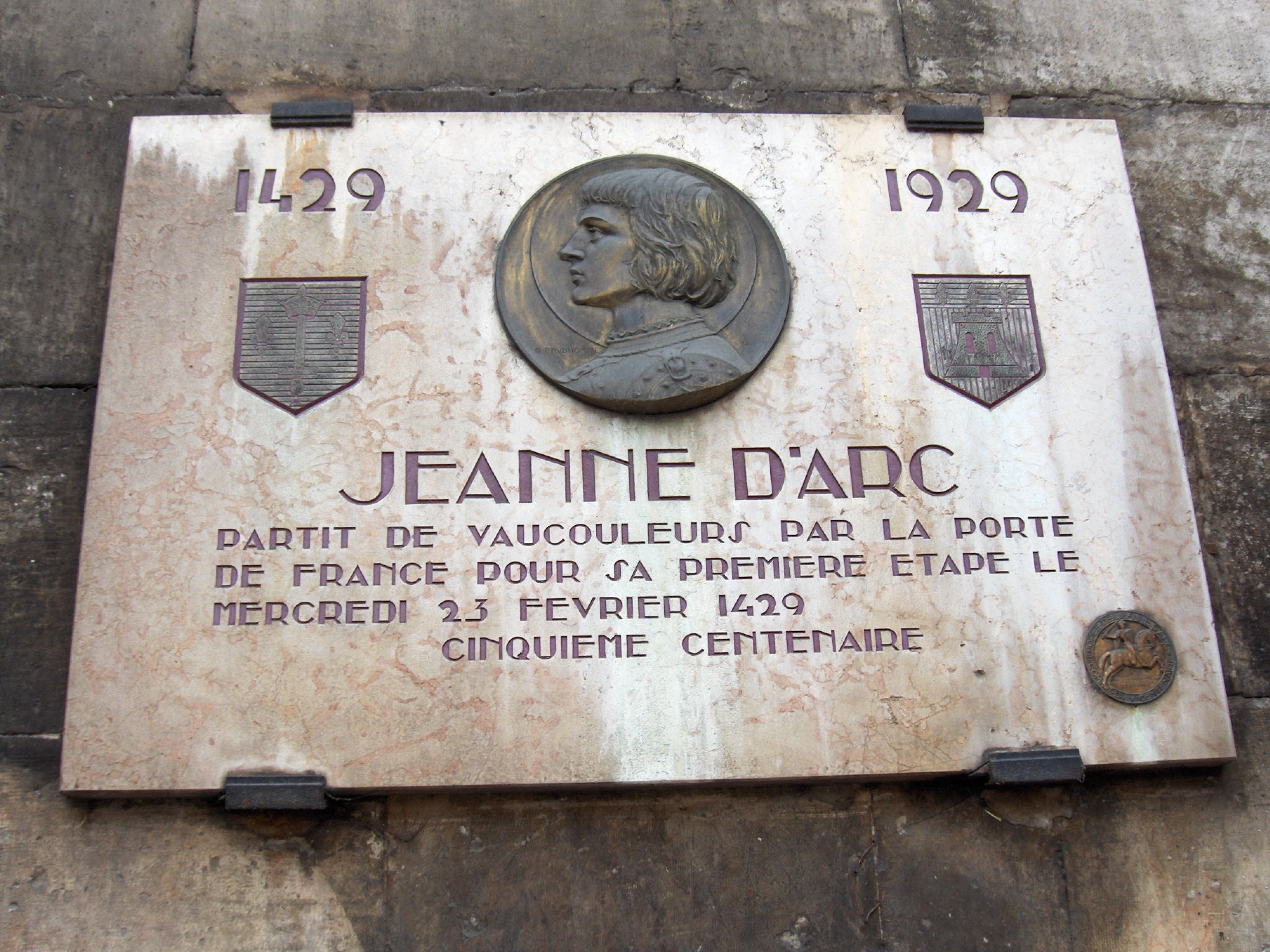
Plakkaat 500 jarige herdenking voor Jeanne d'Arc

Vaucouleurs was een exclave van Frankrijk omgeven door het hertogdom Lotharingen.
Tijdens de Honderdjarige Oorlog bleef het garnizoen en zijn commandant Robert de Baudricourt trouw aan de Franse Dauphin (kroonprins) Karel. Jeanne d'Arc kwam hier in 1429 een escorte vragen om in Chinon de Dauphin te spreken over haar missie de Engelsen uit Frankrijk verdrijven.

## Geografie
De oppervlakte van Vaucouleurs bedroeg op 1 januari 2022 39,35 vierkante kilometer; de bevolkingsdichtheid was toen 48,7 inwoners per km².

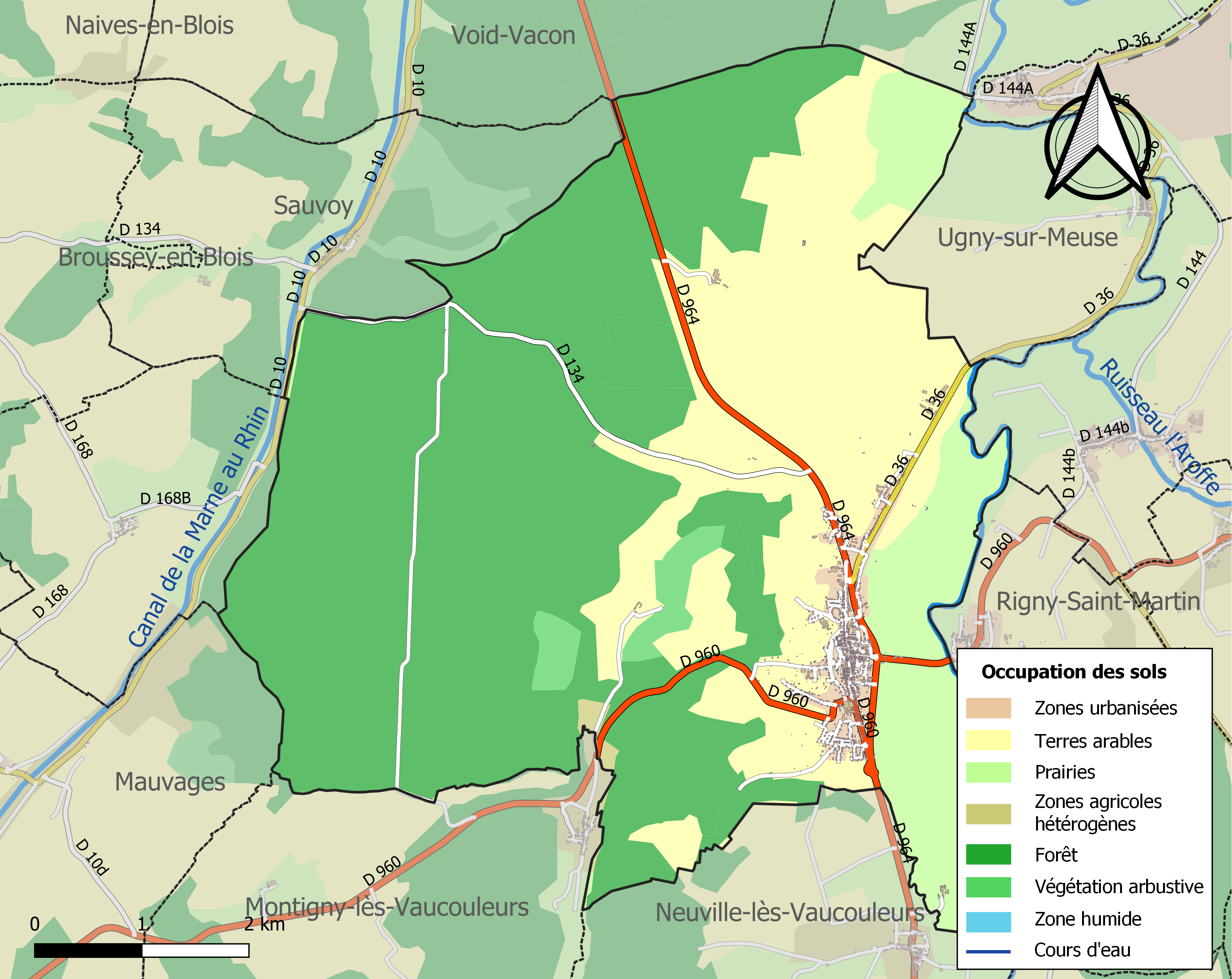
Kaart van de gemeente met de belangrijkste infrastructuur, bodemgebruik en omliggende gemeenten

## Demografie
Onderstaande figuur toont het verloop van het inwonertal (bron: INSEE-tellingen).

## Bezienswaardigheden
- Het kasteel Le château de Gombervaux
- Het museum Musée Jeanne d'Arc

## Geboren
- Marie-Jeanne Bécu (1743-1793), maîtresse van Lodewijk XV van Frankrijk (Madame du Barry)

## Galerij

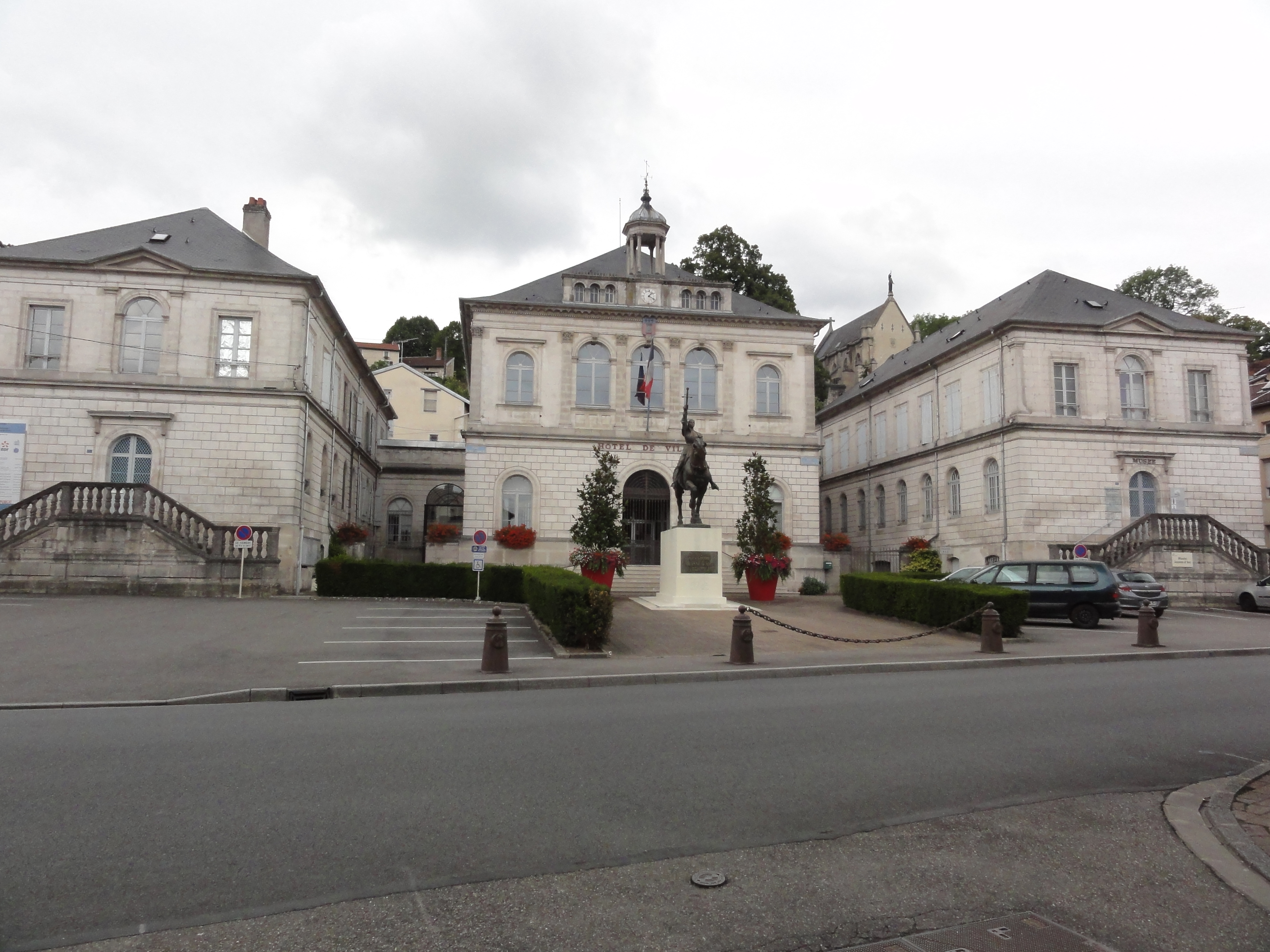
Stadhuis en het museum met het ruiterbeeld van Jeanne d'Arc
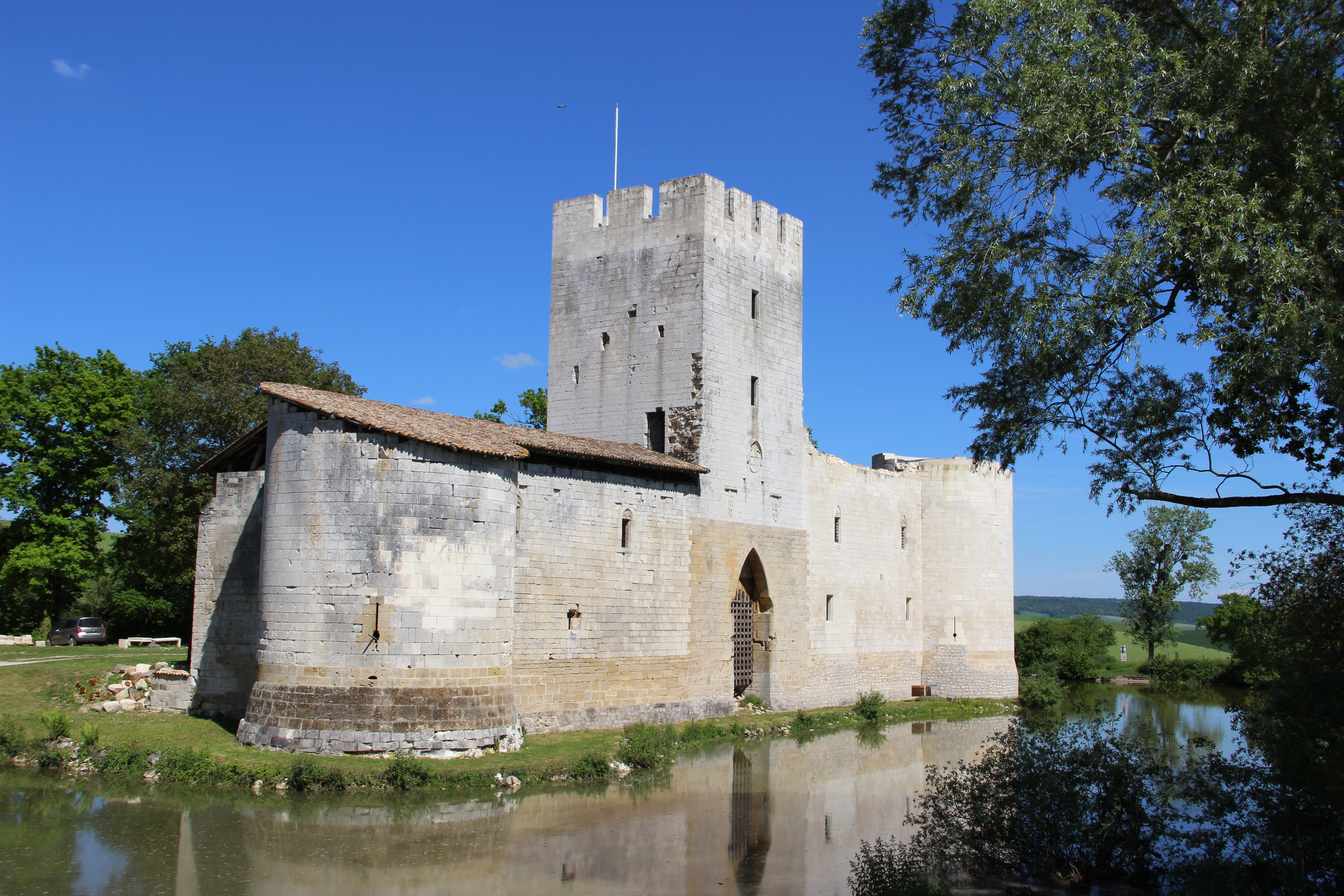
Het kasteel van Gombervaux
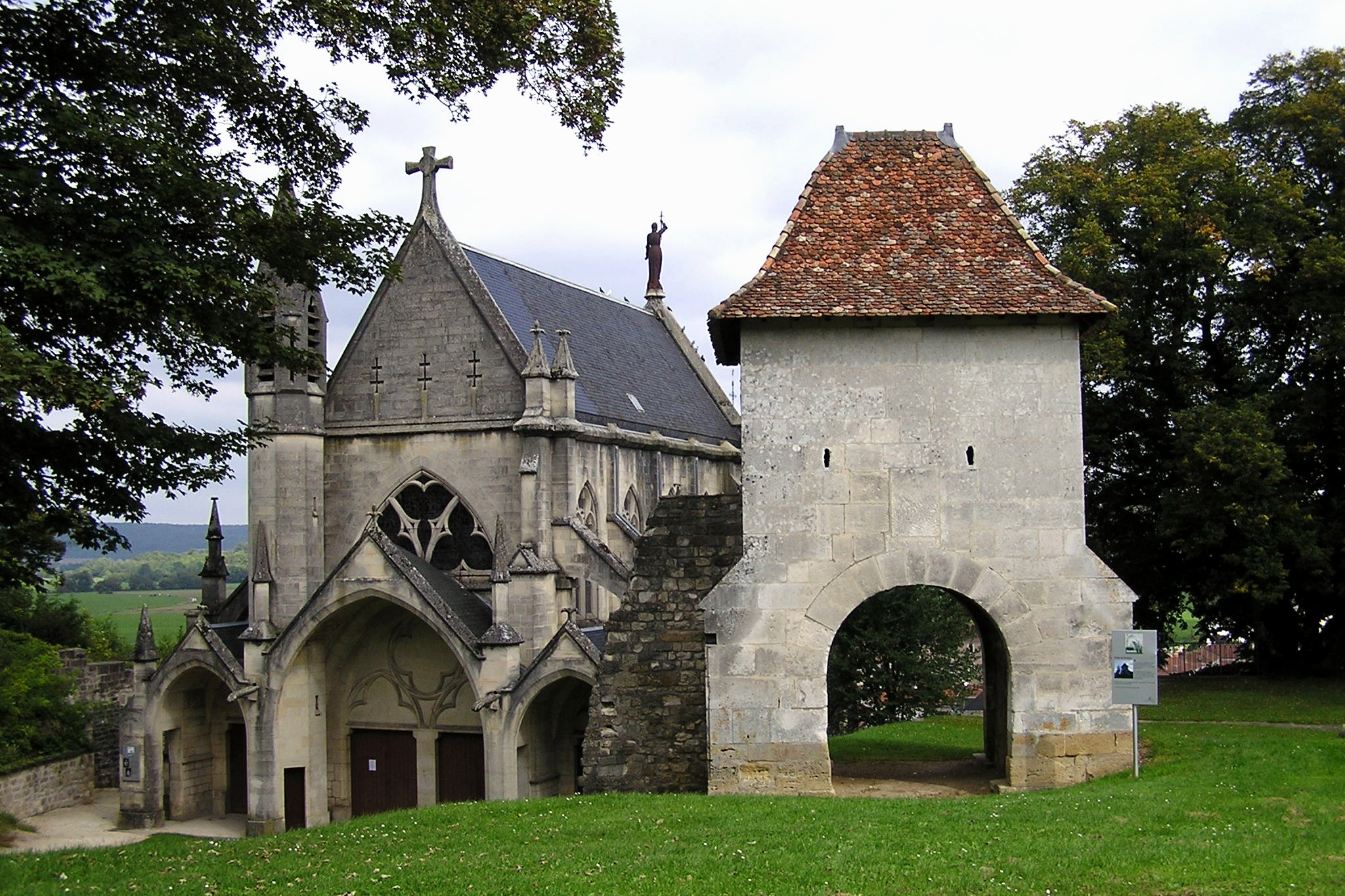
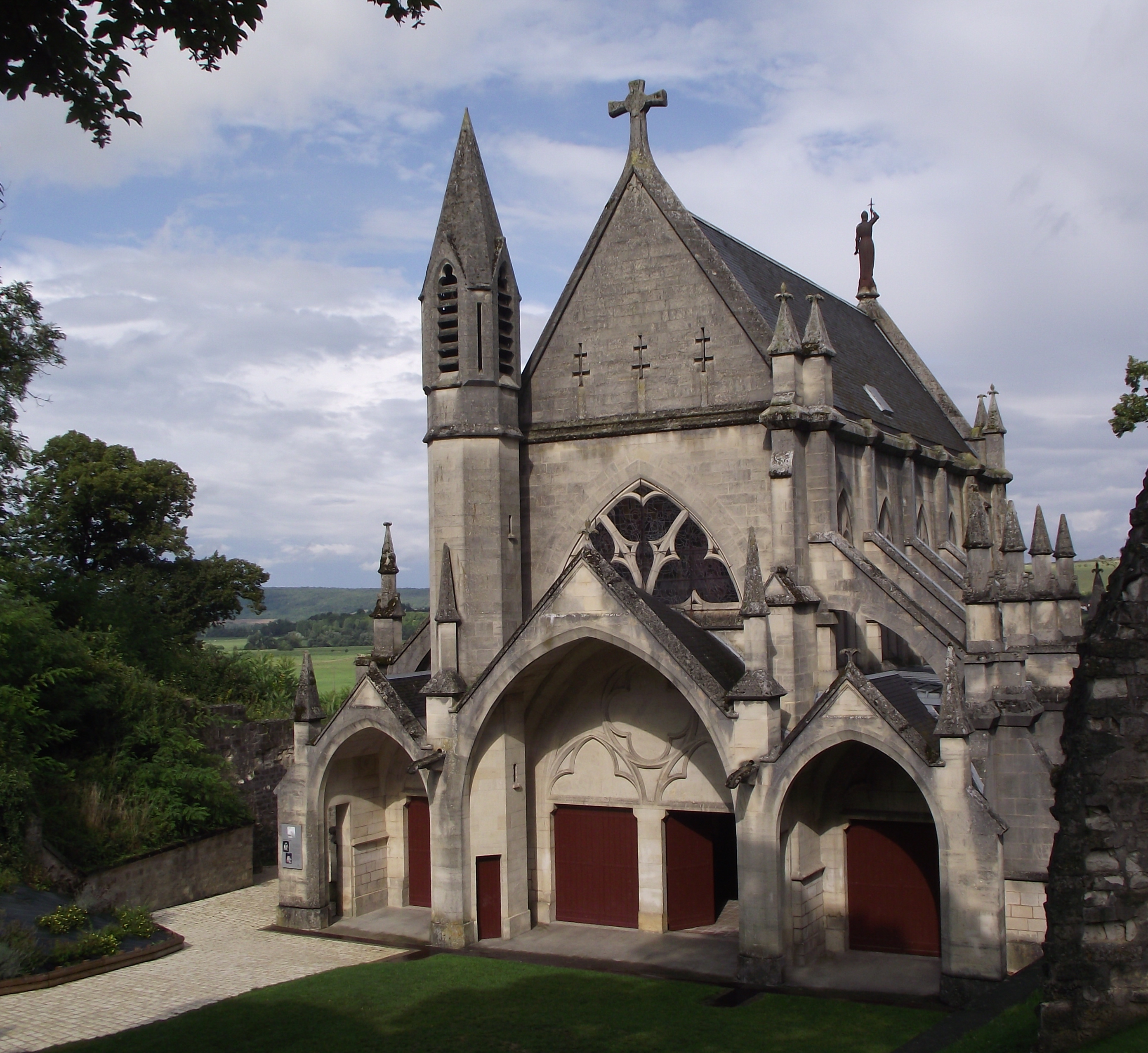
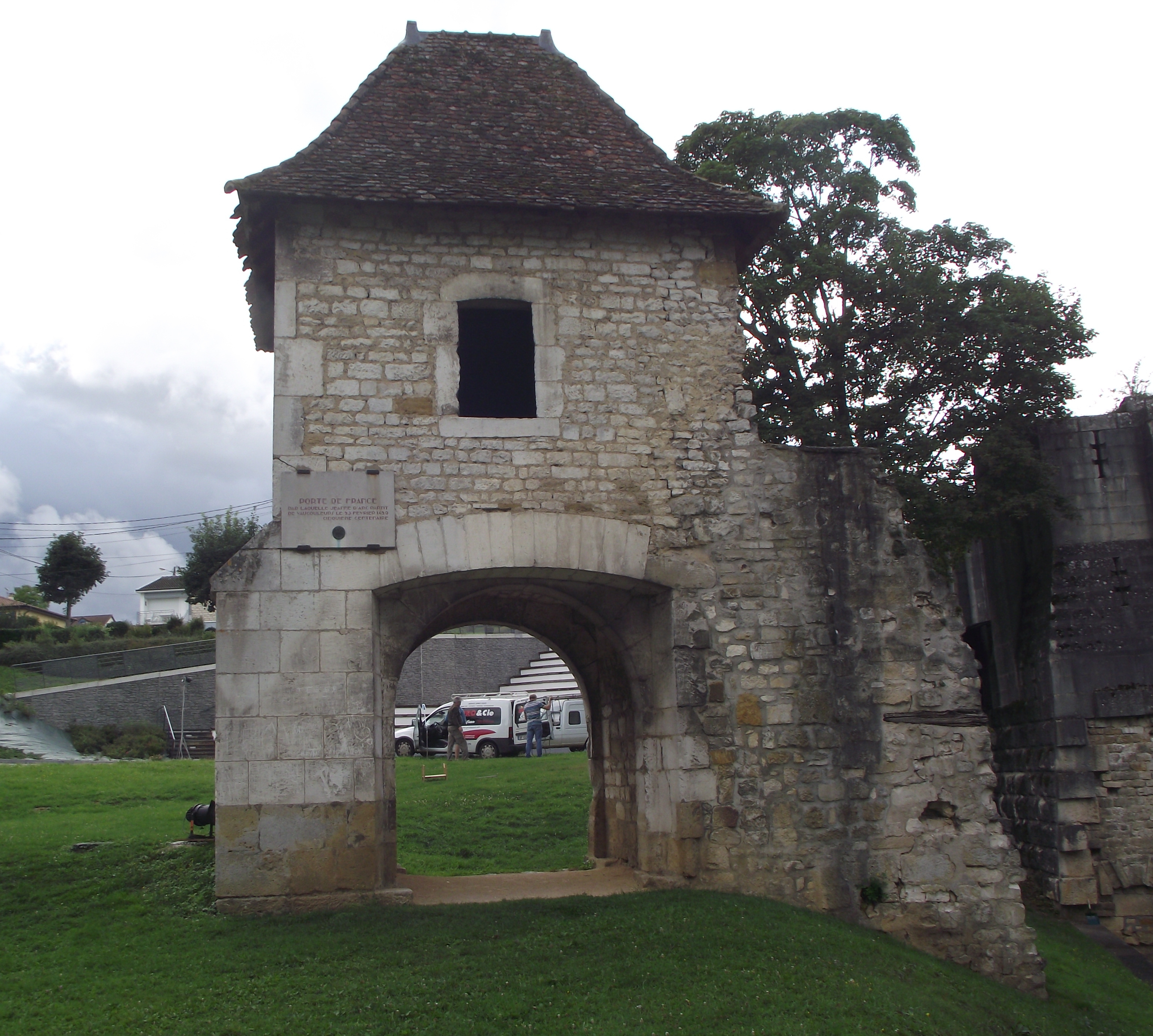
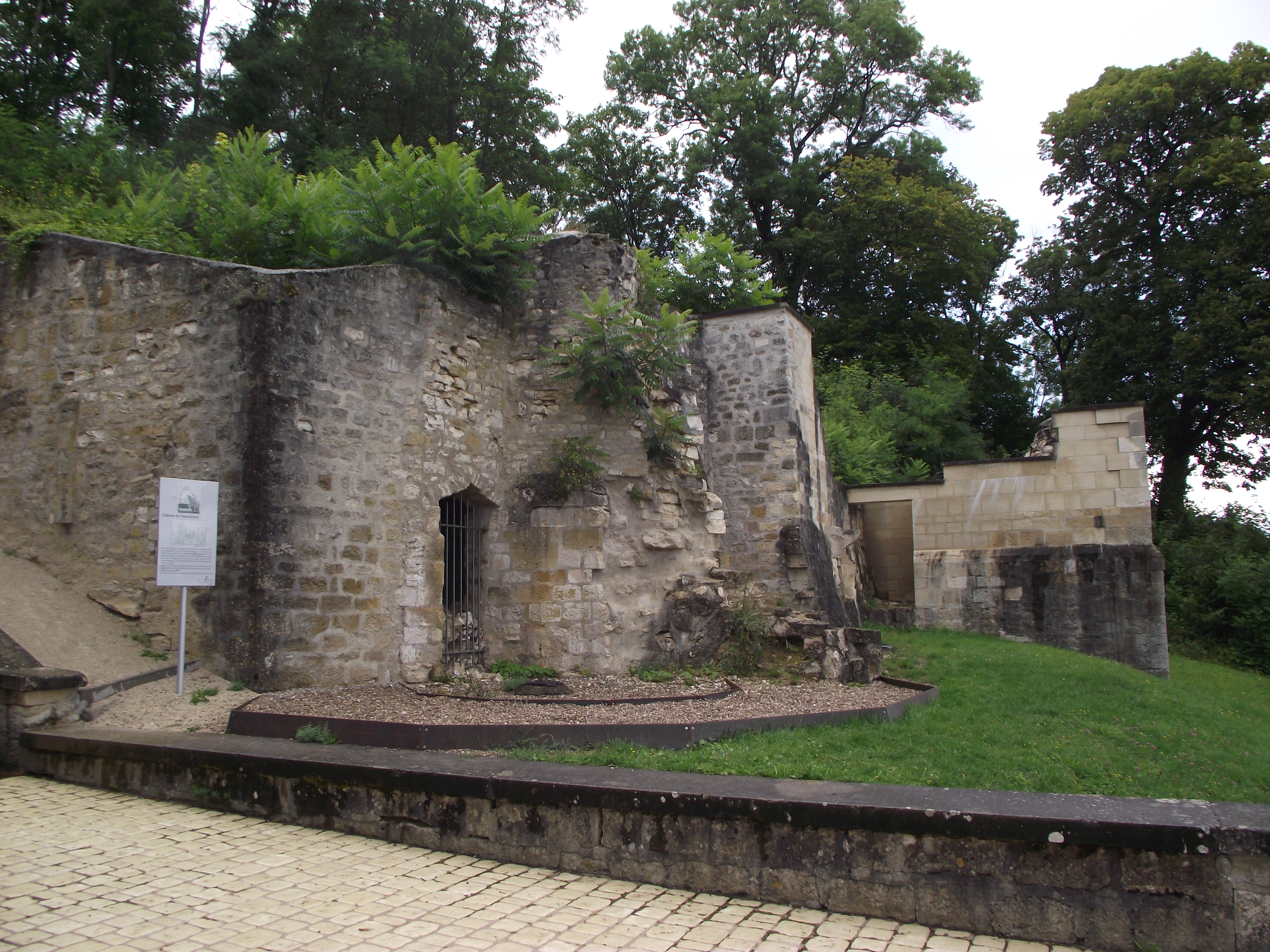
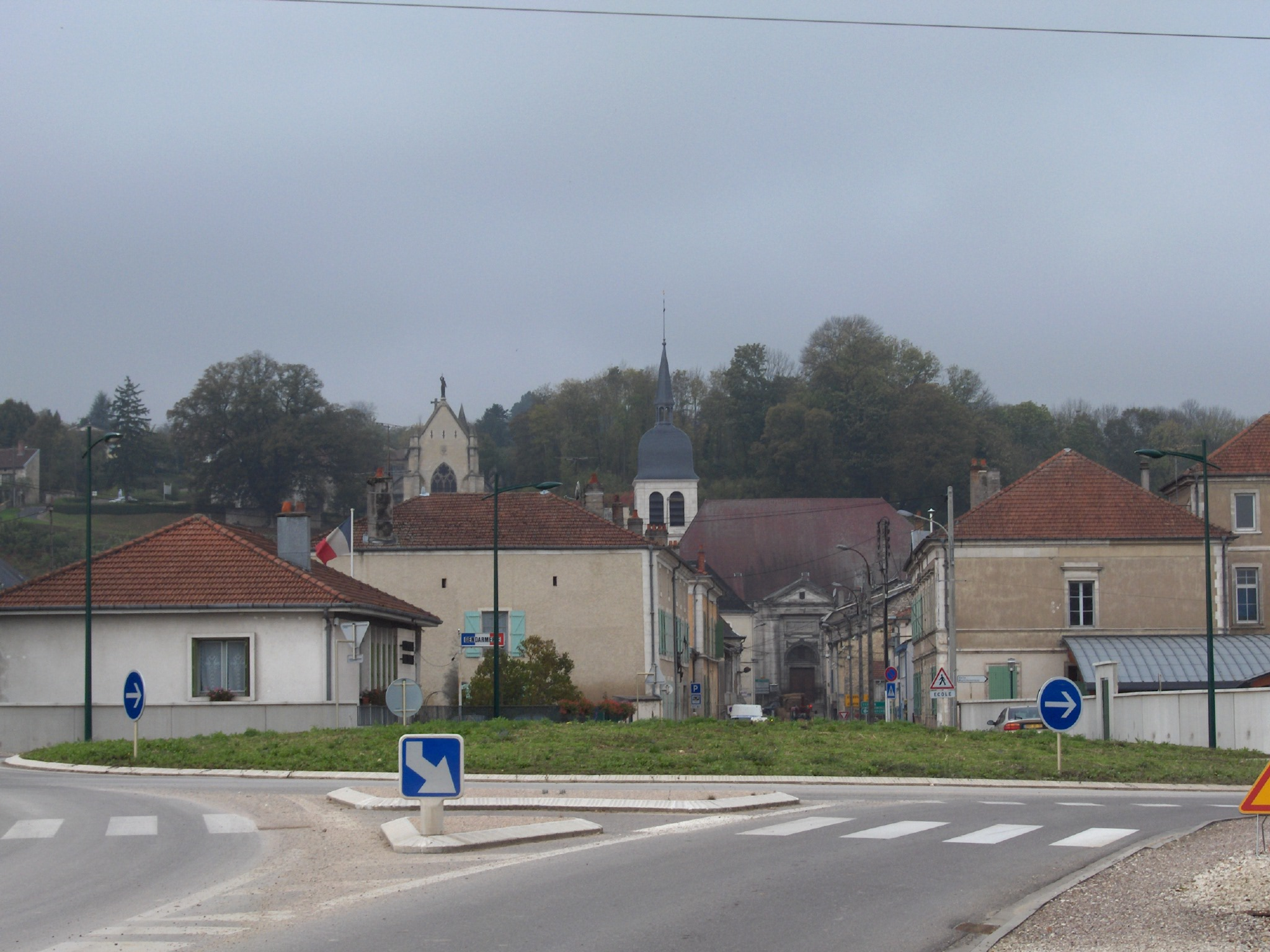